# Total Immersion
Ne pas confondre avec Immersion totale (magazine TV)
Total Immersion (TI) est une méthode d'apprentissage et de perfectionnement en natation, développée par l'entraineur américain Terry Laughlin à partir de 1989. La méthode se base sur l'apprentissage d'un déplacement efficace et relaxé, en se focalisant notamment sur l'équilibre horizontal (balance), l'alignement du corps (streamlining), l'économie d'énergie et la réduction de la traînée. 
Cette méthode, assez connue aux États-Unis et au Japon, est diffusée par des cours (dans différents pays), des livres et des vidéos. Elle est populaire pour l'apprentissage de la natation par les adultes et pour l'entrainement sur longue distance en eau libre (triathlon).

## Présentation
L'apprentissage est basé sur la pratique d'exercices éducatifs, sans usage des équipements traditionnels (pull-buoy, planche, palme).
Le style de crawl travaillé se différencie par un important roulis du bassin (nage costale), des mouvements de bras en rattrapé, peu de battements de jambes et un temps d'arrêt en glisse. Ce type de crawl tout en glisse et amplitude est peu prisé dans l'enseignement traditionnel et auprès des compétiteurs de sprint, mais moins rare chez les nageurs longue distance.